# 46e régiment d’infanterie
Das 46e régiment d’infanterie (46e RI) war ein Infanterieregiment, aufgestellt im Königreich Frankreich, im Dienst während des Ancien Régime und danach mit einigen Unterbrechungen bis zur Auflösung 1997.
Vor der Einführung der Nummerierung der Regimenter am 1. Januar 1791 führte es in der königlich französischen Armee zuletzt den Namen Régiment de Bretagne.

## Aufstellung und signifikante Änderungen
- 4. Februar 1644: Aufstellung als Régiment de Mazarin-Français zu 2.500 Mann in 30 Kompanien
- 1646: Umbenennung in Régiment de Castelnau
- 1651: Umbenennung in Régiment d’Hocquincourt
- 24. April 1658: Umbenennung in Régiment de Bretagne.[1] (Der Général de Castelnau fiel im Laufe der Schlacht in den Dünen an der Spitze des Regiments.)
- 1. Januar 1791: Umbenennung in 46e régiment d’infanterie de ligne
- 21. Juni 1794: Im Zuge der Premier amalgame wurde das 1. Bataillon zur Aufstellung der „91e demi-brigade de bataille“ und das 2. Bataillon zur Aufstellung der „92e demi-brigade de bataille“ verwendet. Damit wurde die Tradition des Regiments zunächst unterbrochen, bis sie mit der Wiederaufstellung des „46e régiment d’infanterie“ aus der „46e demi-brigade d’infanterie“ wieder aufgenommen wurde. Es war dies eine völlig andere Einheit, der man nach französischem Verständnis die Tradition des vormaligen 46e RI übertragen hat.
- 1803: „46e régiment d’infanterie“
- 1814: Das 50e régiment d’infanterie de ligne wurde in 46e régiment d’infanterie de ligne umbenannt.[2]
- 1815: Auflösung
- 1816: Wiederaufstellung als 35e légion d’Indre-et-Loire d’infanterie de ligne
- 1820: Umbenennung in 46e régiment d’infanterie de ligne
- 1854: letztmalige Umbenennung in 46e régiment d’infanterie
- 1940: In der Schlacht bei Asfeld wurde das Regiment stark dezimiert und nach dem Waffenstillstand von Compiègne aufgelöst.

„Heldenhaft bis zur Aufopferung gekämpft“

- 1944: wieder aufgestellt als 46e bataillon d’infanterie
- 14. September 1994: Auflösung
- 1. Juli 1995: Aufstellung als Reserveregiment und als Aufwuchsverband dem 24e régiment d’infanterie in Vincennes angegliedert
- 30. Juni 1997: Auflösung

## Königliche Fahnen und Uniformen
Die Fahnen der Vorgängerregimenter de Mazarin-Français, de Castelnau und d’Hocquincourt sind nicht bekannt. Das Regiment Bretagne führte drei Fahnen: eine weiße Leibfahne des Regimentsinhabers mit dem Wappen der Bretagne im Zentrum sowie zwei Ordonnanzfahnen.

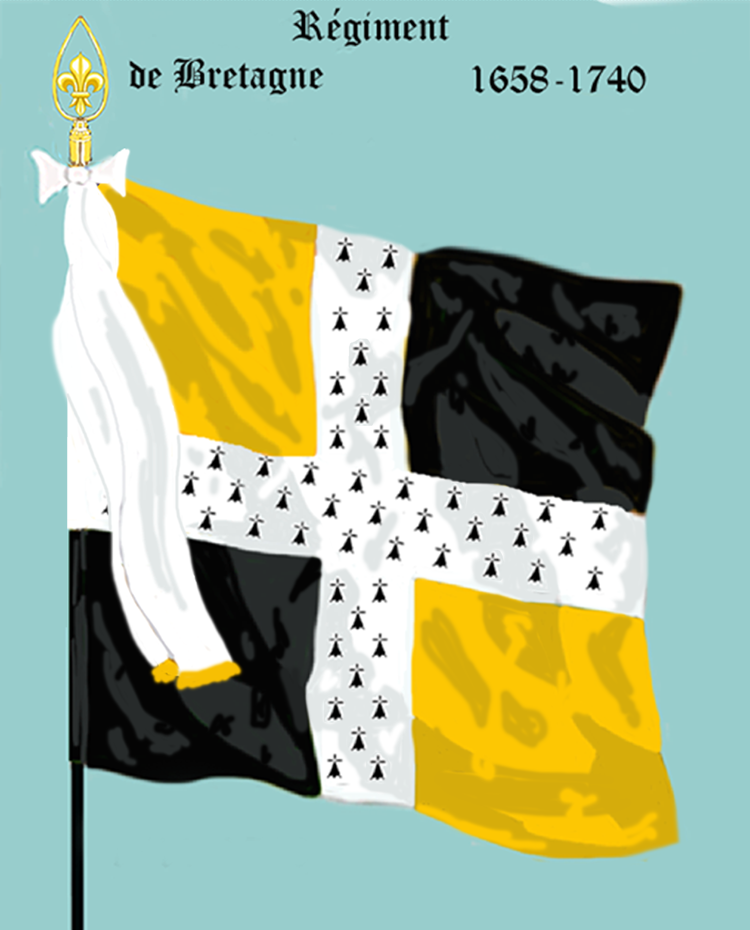
Ordonnanzfahne 1658 bis 1740
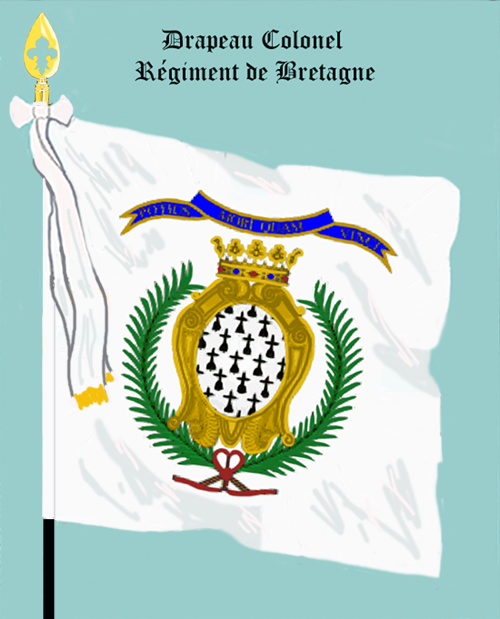
Leibfahne nach 1720
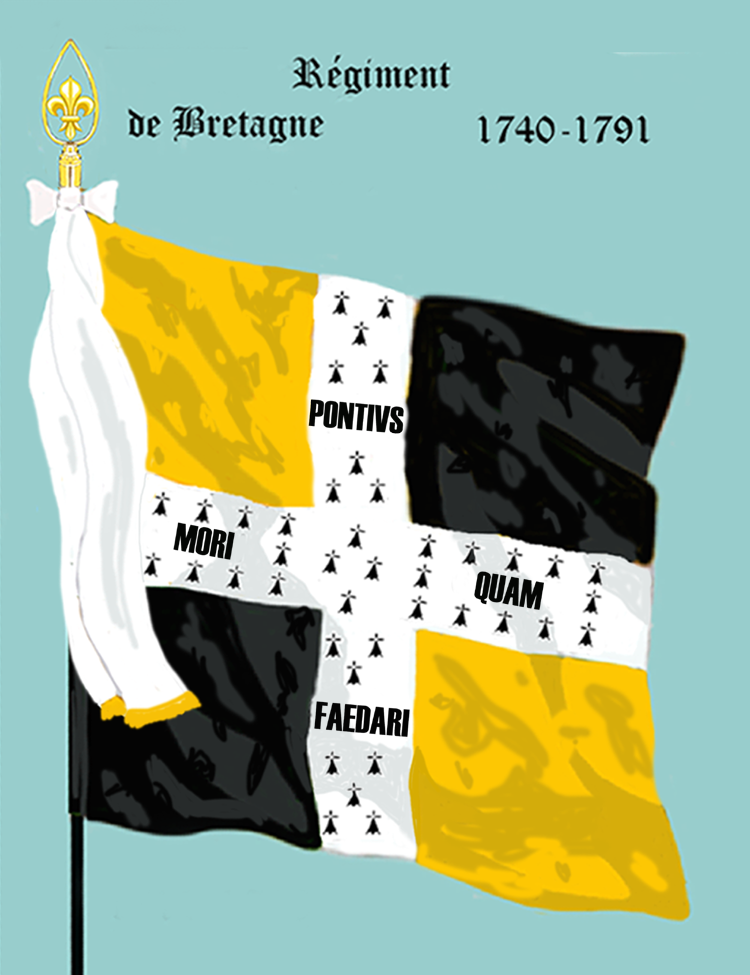
Ordonnanzfahne 1740 bis 1791

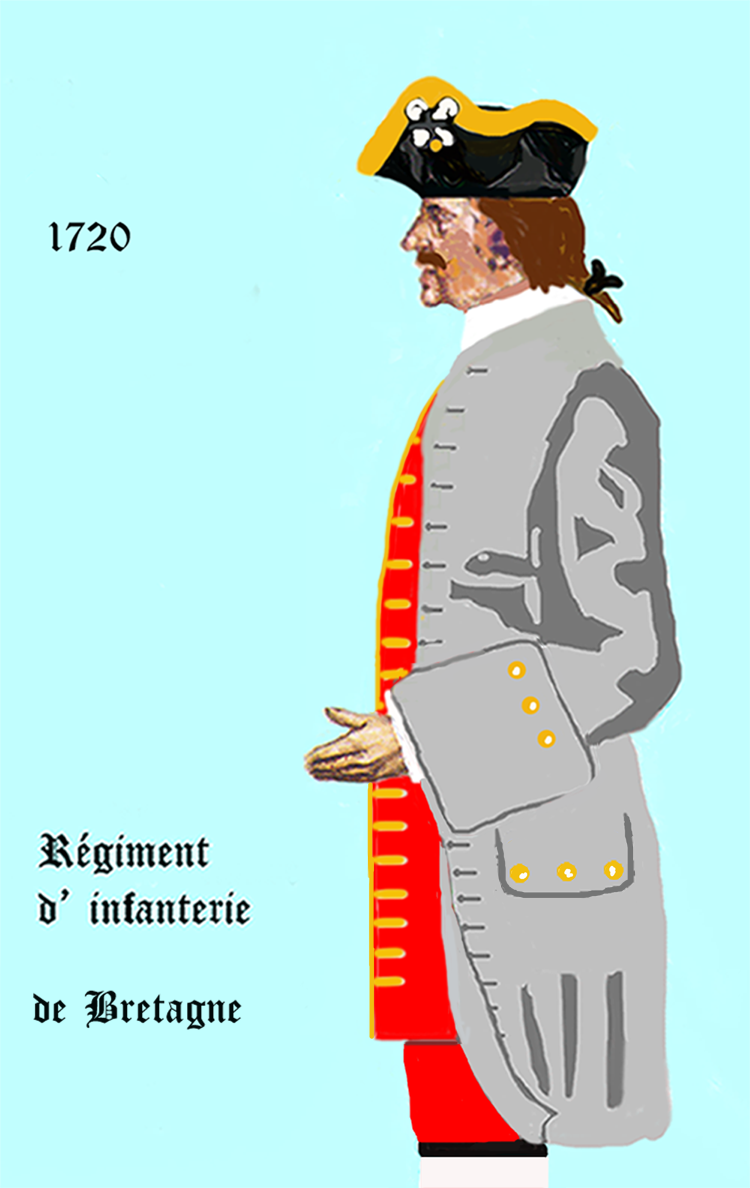
Régiment de Bretagne 1720 bis 1734
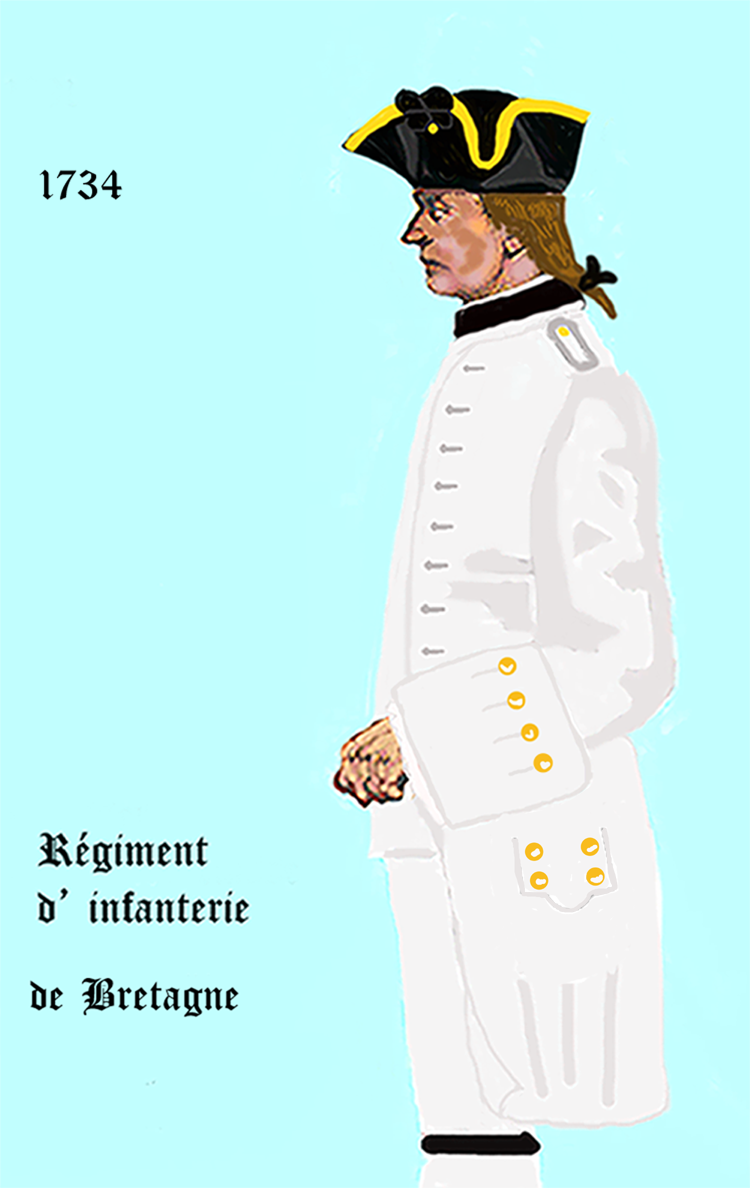
Régiment de Bretagne 1734 bis 1740
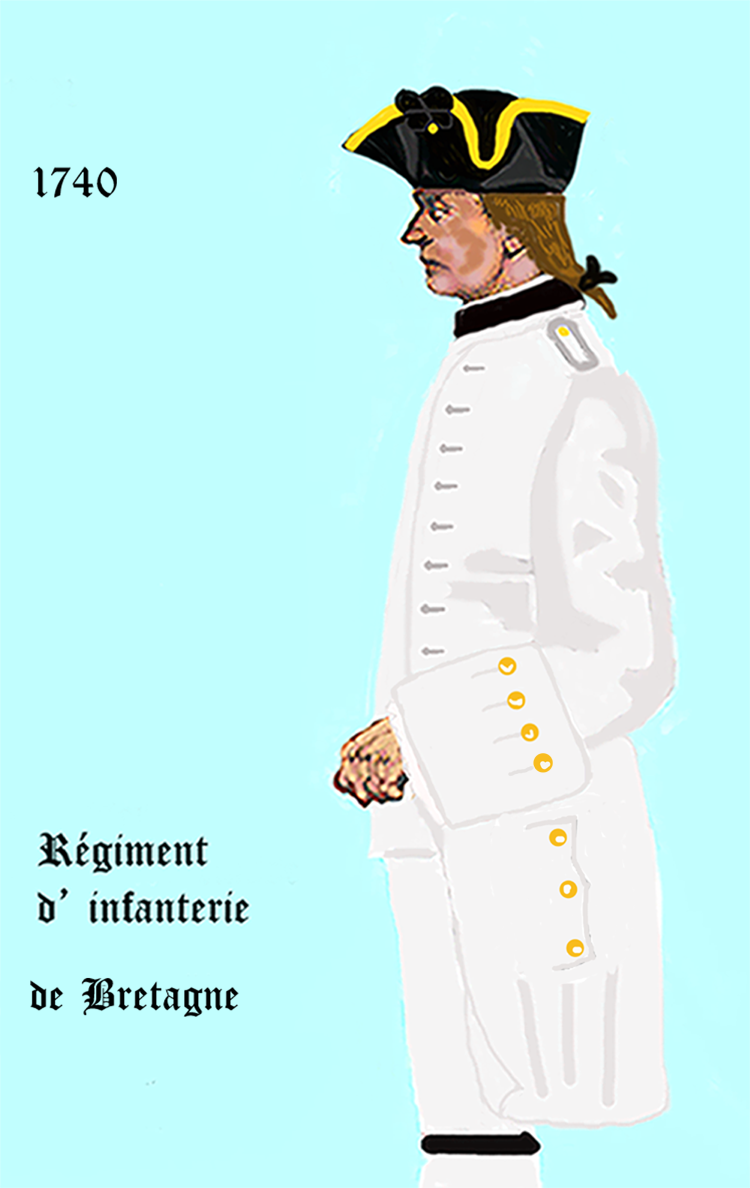
Régiment de Bretagne 1740 bis 1757
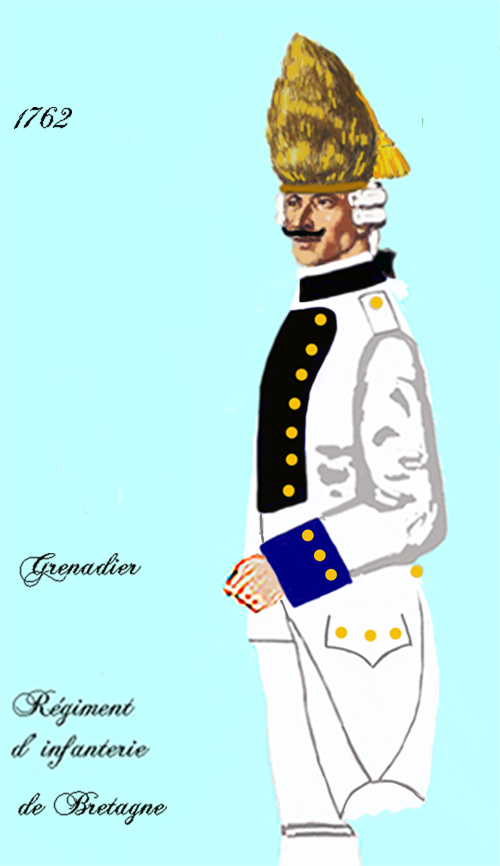
Grenadier des Régiment de Bretagne 1762 bis 1767
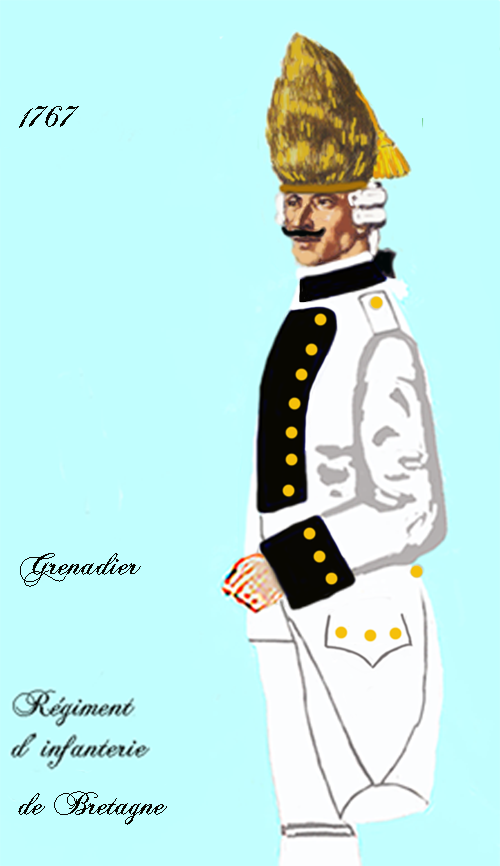
Grenadier des Régiment de Bretagne 1767 bis 1776
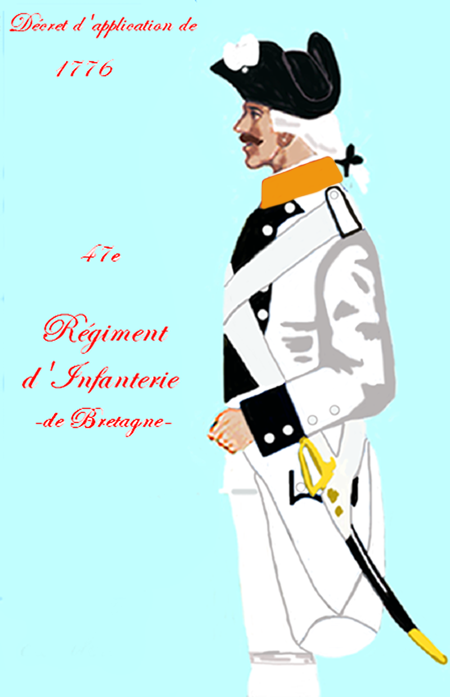
Régiment de Bretagne 1776 bis 1779
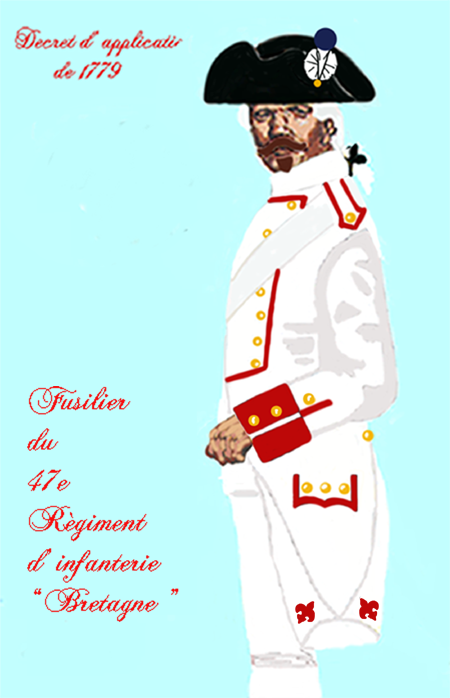
Régiment de Bretagne 1779 bis 1791
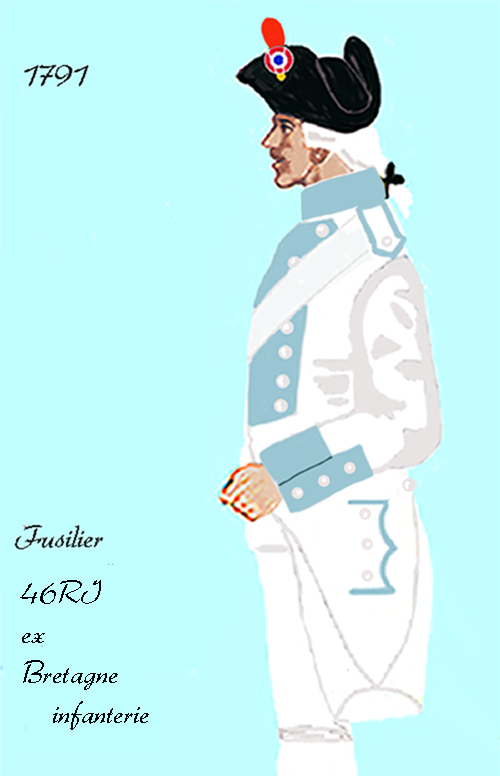
46e régiment d’infanterie de ligne 1791 bis 1794

## Mestres de camp/Colonels
Mestre de camp war von 1569 bis 1661 und von 1730 bis 1780 die Rangbezeichnung für den Regimentsinhaber und/oder für den mit der Führung des Regiments beauftragten Offizier. Die Bezeichnung „Colonel“ wurde von 1721 bis 1730, von 1791 bis 1793 und ab 1803 geführt. 
Nach 1791 gab es keine Regimentsinhaber mehr.
Sollte es sich bei dem Mestre de camp/Colonel um eine Person des Hochadels handeln, die an der Führung des Regiments kein Interesse hatte, so wurde das Kommando dem „Mestre de camp lieutenant“ (oder „Mestre de camp en second“) respektive dem Colonel-lieutenant oder Colonel en second überlassen. 
- 4. Februar 1644 bis 30. März 1648: Jacques de Castelnau-Mauvissière, marquis de Castelnau
- 7. Mai 1649: Georges de Monchy, marquis d’Hocquincourt
- 10. Februar 1666: Georges de Monchy, marquis d’Hocquincourt
- 15. Januar 1668: Claude Potier, chevalier, dann comte de Novion
- 16. Februar 1683: Louis-Anne-Jules Potier, marquis de Novion, Neffe des Vorhergehenden
- 22. Juni 1699: Louis-François d’Harcourt, comte de Sesanne
- 25. Dezember 1704: Michel-François Berthelot de Rebourseau
- Februar 1719: Chevalier Mole
- 27. Juli 1720: François-Paul de La Croix, chevalier de Saint-Vallier
- 10. April 1738: Louis des Balbes de Bertons, marquis de Crillon
- 15. Januar 1745: Jean-François-Gabriel, comte de Polastron
- 26. Mai 1745: Jacques-Louis-Georges de Clermont d’Amboise, marquis de Renel
- 1. November 1746: Jean-Baptiste-Charles-François, chevalier de Clermont d’Amboise
- 31. März 1759: Joachim-Charles-Laure de Montagu, vicomte de Beaune
- 3. Januar 1770: Jacques-Charles, comte de Chabannes
- 7. August 1778: Louis-Alexandre-Pierre Nolasque des Balbes de Bertons, comte de Crillon
- 1. Januar 1784: Jean-Baptiste-Gilles, baron du Coetlosquet
- 25. Juli 1791: François-Anselme de Saint-Victor
- 21. August 1792: Charles-François-Xavier Allalin
- 9. September 1792: Jean-Baptiste de Bressoles de Sisce

(…)
Colonels
- 1803: Louis-François Lanchantin
- 1805: Guillaume Latrille de Lorencez
- 1807: Joseph-Pierre Richard
- 1812: Jean-Louis Brue
- 1814: Jean-Marie Regeauel
- 1815: Louis-André Dupré
- 1870: Pichon

[…]
- 1894–1898: Virgile Robert
- 24. Februar 1905–1907: Charles Holender
- 9. November 1914 – 20. April 1915: Antoine Gramat
- 1917–1920: Lieutenant-colonel Eugène Peyrotte

- Lieutenant-colonel Bertrand 1944–1945[5]
- Lieutenant-colonel d’Esneval 1945–1946
- Lieutenant-colonel de Stabenrath 1946 (gab am 30. April 1946 das Kommando ab)
- Chef de bataillon Hallouin 1946
- Chef de bataillon de Monner 1946
- Chef de bataillon Dufour 1946–1947
- Chef de bataillon Garat 1947–1948
- Chef de bataillon Martrou 1948–1949
- Chef de bataillon Hunold 1949–1950
- Chef de bataillon Gérard-Séné 1950–1952
- Lieutenant-colonel Négrié 1952–1954
- Lieutenant-colonel Jasselin 1954–1956
- Lieutenant-colonel Niveau de Villedary 1956–1958
- Lieutenant-colonel Sorbier de Pougnadoresse 1958–1960
- Lieutenant-colonel Coudurier 1960–1961
- Lieutenant-colonel de Peretti 1961–1962
- Colonel Burger 1962–1964
- Colonel Teysseyre 1964–1966
- Colonel Bourdis 1966–1968
- Colonel Lamy 1968–1970
- Colonel Good 1970–1972
- Colonel Grué 1972–1974
- Colonel Juin 1974–1976
- Colonel Motte 1976–1978
- Colonel de Moulins d’Amieu de Beaufort 1978–1980
- Colonel Cottereau 1980–1982
- Colonel Henri Paris 1982–1984
- Colonel Fresnel 1984–1986
- Colonel Bonamy 1986–1988
- Colonel de Laforcade 1988–1990
- Colonel Rousselet 1990–1992
- Colonel Buttay 1992–1994
- Colonel Bonioni 1995–1997

Colonels in der Zeit von 1804 bis 1815 an der Spitze des Regiments gefallen oder verwundet
- Colonel Richard: verwundet am 5. Juni 1807, gefallen am 21. Mai 1809
- Colonel Ignace Baudinot: verwundet am 6. Juli 1809
- Colonel Brue: verwundet am 17. August 1812

Offiziere des Regiments in der Zeit von 1804 bis 1815 gefallen oder verwundet
- gefallen: 55
- an den Verwundungen gestorben: 24
- verwundet: 186

## Einsatzgeschichte

### Dreißigjähriger Krieg
- 1644: Das Regiment war durch den Kardinal Mazarin aus Soldaten der bretonischen Regimenter, die dem Marquis Goesbriant und dem Marquis Castelnau-Mauvissière gehört hatten und bei der Belagerung von Rottweil aufgerieben worden waren, neu aufgestellt worden. Das „Régiment de Mazarin-Français“ wurde dem Marquis Jacques de Castelnau-Mauvissière zunächst als Colonel en second und ab 1646 als Colonel und Regimentsinhaber übergeben. Der Armee von Vicomte de Turenne zugeteilt, konnte es sich in seinem ersten Feldzug besonders auszeichnen. Der bayerische Oberbefehlshaber Mercy hatte unter den Augen von Turenne Freiburg besetzt, der selbst zu schwach war, um das zu verhindern. Der Prince de Condé eilte aus Luxemburg herbei, um Turenne zu unterstützen, und am 3. August begannen die blutigen Kämpfe, die als die Schlacht bei Freiburg bekannt wurden. Das Regiment blieb unter dem Kommando von Turenne, der es in die Berge schickte, um die Kehle der bayerischen Befestigungen anzugreifen. Von Zäunen und Palisaden aufgehalten, kämpfte das Regiment erfolglos acht Stunden im Vorfeld. Am übernächsten Tag vereinigte der Prince de Condé die besten Regimenter zum Angriff auf die Front der Verschanzungen. An der Spitze standen die Regimenter „de Conti“ und „de Mazarin-Français“. Das Régiment de Mazarin-Français wartete den Befehl zum Angriff nicht ab, sondern preschte vor und hatte die Redoute bereits eingenommen, als der Prinz erst den Befehl zum Angriff gab. Der Marquis de Castelnau wurde bei dieser Aktion von fünf Musketenkugeln getroffen, der Lieutenant-colonel d’Anizy wurde im Bericht des Prince de Condé lobend erwähnt, der Major Desradrets und der Capitaine Tillemont waren gefallen. Dieser Kampf vom 9. August leitete den endgültigen Rückzug der Bayern ein. Nach dieser bemerkenswerten Schlacht wurde das Regiment bei der Eroberung der Pfalz eingesetzt. Beim Angriff auf die Kauzenburg in Kreuznach wurden der neue Major des Regiments und ein weiterer Offizier getötet.
- 1645: Am 5. Mai stand „de Mazarin-Français“ im Gefecht bei Marienthal, dabei wurde der Lieutenant-colonel d’Ainsy gefangen genommen. Am 3. August schaffte es das Regiment, sich nach einem langen und verbissenen Kampf in der Schlacht bei Alerheim des Dorfes Alerheim zu bemächtigen, in dem sich die bayrischen und kaiserlichen Truppen verschanzt hatten. Dabei soll der gegnerische Befehlshaber Mercy von einer Musketenkugel aus den Reihen des Regiments tödlich getroffen worden. Der Marquis de Castelnau wurde wiederum von zwei Kugeln getroffen, zwei Pferde wurden unter ihm erschossen. Danach erfolgte seine Beförderung zum Maréchal de camp. „Mazarin-Français“ beendete den Feldzug des Jahres in der Pfalz.
- 1646: In den ersten Tagen des Jahres überquerte die Einheit wieder den Rhein und wurde bei der Einnahme von Schorndorf eingesetzt. Hier fiel der Lieutenant-colonel d’Ainsy. Sein Bruder, bisher Colonel en second im Régiment Royal-Italien, übernahm das Regiment am 25. März und zog mit ihm nach Flandern. Hier war es bei der Belagerung von Fort Mardyck und bei der Belagerung von Dünkirchen eingesetzt. Winterquartiere wurden in Béthune bezogen.
- 1647: Im Mai verlegte es nach Amiens, wo es am 20. des Monats vor dem König Revue passierte und sich danach nach Katalonien in Marsch setzte. Hier war das Regiment an der Eroberung von Lleida und Àger sowie an der Belagerung von Constantin beteiligt. Den Winter verbrachte es in Frankreich.

### Krieg der Fronde (1648 bis 1653)
- 1648: Zu Beginn des Jahres zogen die 400 verbliebenen Männer des Regiments zur Armee von Turenne an den Rhein, wo sie sich am 17. Mai in der Schlacht bei Zusmarshausen auszeichnen konnten. Kurz danach wurde die Einheit zur Armee von Condé in Flandern abkommandiert und kämpfte in der Schlacht bei Lens.
- 1649: Feldzug in Flandern mit dem Einsatz bei der Belagerung von Cambrai und der Einnahme von Condé-sur-l’Escaut. Das Winterquartier wurde bei Mouzon bezogen.
- 1650: Mouzon wurde am 1. Mai überraschend von den Truppen der Fronde unter Turenne angegriffen. Das Regiment war jedoch schnell alarmiert und konnte die Rebellen zurückschlagen. Bald darauf erfolgte der Abmarsch zum Entsatz von Guise, im August kam das Regiment in Laon an. Am 28. September wurde es mit dem Régiment de La Marine und dem Régiment de Sault zur Verstärkung in das belagerte Mouzon verlegt. Die Verstärkung konnte den Belagerungsring durchbrechen und in die Festung gelangen. „De Mazarin“ konnte sich am 9. Oktober in einem Gefecht auf den Wällen auszeichnen, ebenfalls bei einem Ausfall am 19. Oktober.

Nach der Kapitulation von Mouzon, wurde „de Mazarin“ der Armée von Maréchal Plessis-Praslin zugeteilt, war bei der Einnahme von Rethel eingesetzt und kämpfte gegen spanische Truppen, die von Turenne befehligt wurden.
- 1651: Nachdem der Kardinal Mazarin Frankreich hatte verlassen müssen, wurde das Regiment eingezogen und der Königinmutter als neuer Regimentsinhaberin übertragen. Per Anordnung vom 24. April führte es von nun an die Bezeichnung „Régiment de Bretagne“ – es war fortan ein Regiment des Königs, weswegen der Kommandant de facto unter der Bezeichnung Colonel en second fungierte (der eigentliche Colonel war ja die Königinmutter, Anne d’Autriche).
- 1652: Nachdem der Maréchal de Turenne wieder in den Dienst des Königs zurückgekehrt war, war „Bretagne“ eines der Regimenter unter seinem Kommando, die bei Bléneau, Étampes und bei Faubourg Saint-Antoine im Gefecht standen.

### Französisch-Spanischer Krieg (im Einsatz von 1653 bis 1659)
- 1653: Im Korps des Duc de Vendôme war das Regiment an der Unterwerfung des Bordelais beteiligt. Auszeichnen konnte es sich beim Angriff auf Bourg, das am 2. Juli, zwei Tage nach dem Beginn der Belagerung, kapitulierte.
- 1654: Zurück in der Champagne, war „Bretagne“ an der Einnahme von Rethel und Mouzon beteiligt. Weiterhin konnte es sich beim Angriff auf eine Demi-lune von Stenay auszeichnen, wo es zusammen mit den Gardes suisses kämpfte. „Bretagne“ beendete den Feldzug mit der Einnahme von Le Quesnoy.
- 1655: Teilnahme an der Eroberung von Landrecies, Condé und Saint-Ghislain
- 1657: Belagerung von Montmédy. „Bretagne“ konnte sich am 18. Juli beim Kampf in der Bresche einer Demi-lune auszeichnen. Danach folgte der Marsch zum Angriff auf Saint-Venant, der Entsatz von Andres, die Einnahme von Fort Mardyck (bei Dünkirchen) und von Motte-aux-Bois

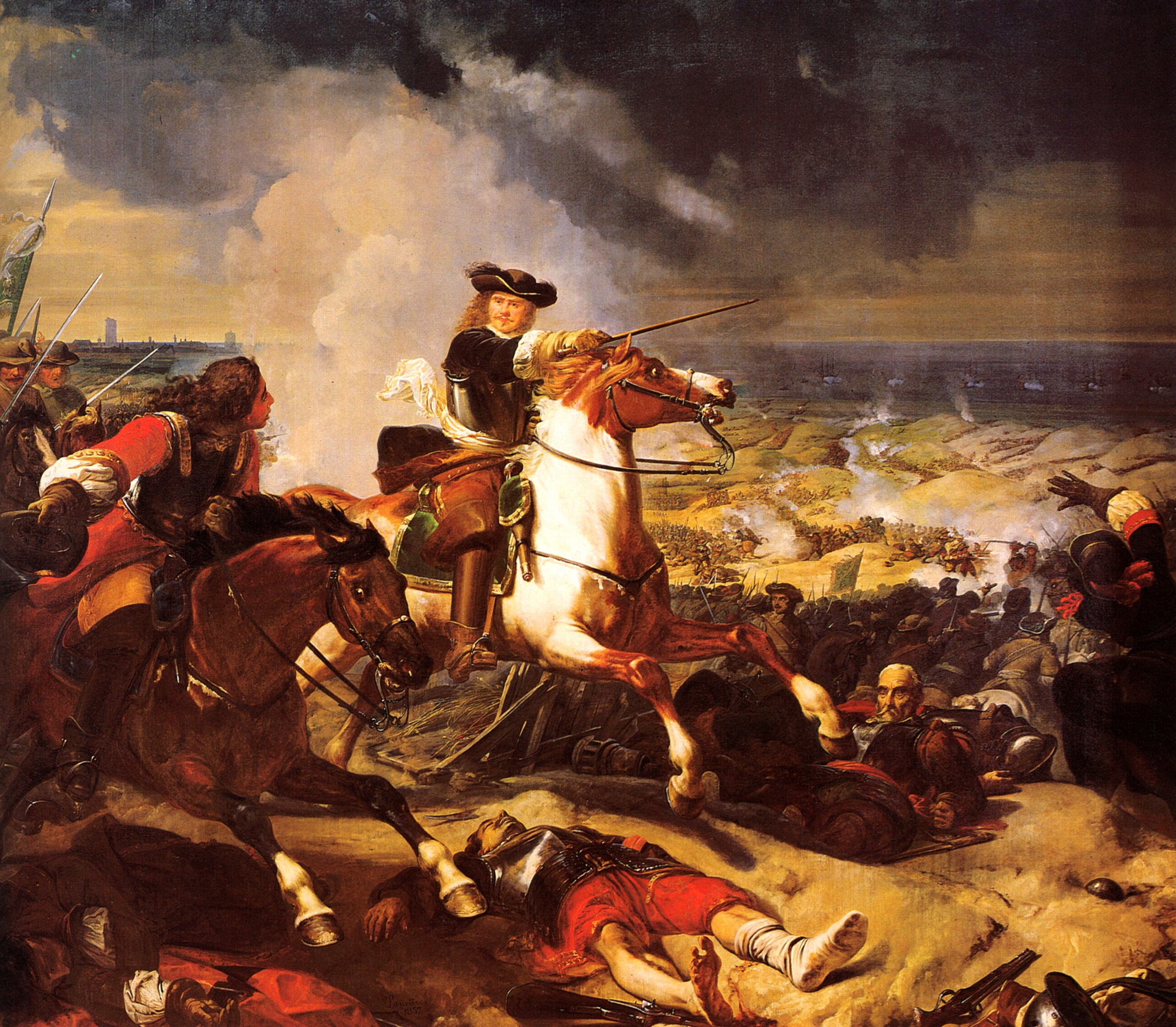
Die Schlacht in den Dünen

- 1658: Das Regiment verließ das Dorf Motte-aux-Bois, in dem es Winterquartier bezogen hatte, und marschierte in Richtung Dünkirchen. In der Schlacht in den Dünen kämpfte es am rechten Flügel. In diese exponierte Lage war es gestellt worden, um bei Bedarf die Kavallerie zu unterstützen. Angegriffen von der Kavallerie des Prince de Condé, führte der Lieutenant-colonel de Lescoët einen Gegenangriff. Condé, der dies bemerkt hatte, schickte seinerseits ein spanisches Infanterieregiment. Der Kampf endete mit der Gefangennahme der Spanier. Das Kriegsende erlebte das Regiment in Oudenaarde. Nach der Unterzeichnung des Pyrenäenfriedens verlegte es nach Péronne, wo es bis 1669 verbleiben sollte.
- 1666: Nach dem Tod der Königinmutter Anne d’Autriche am 10. Februar wurde die Einheit auf zwei Kompanien reduziert. Neuer Colonel wurde der Marquis d’Hocquincourt.

### Sechster Venezianischer Türkenkrieg (1645 bis 1669)
- 1669: Die beiden Kompanien von „Bretagne“ waren Teil der Verstärkungen, die in die von den Türken belagerte Festung Iraklio auf Kreta geschickt wurden. Bei dem Ausfall am 25. Juni griff die Hauptmacht die türkische Front an, während „Bretagne“ in die Gräben eindrang und die Türken zwang, sich daraus zurückzuziehen. Sie hatten 30 große Kanonen erobert, als ein Pulvermagazin explodierte und alle Anstrengungen zunichtemachte. Der Capitaine de Gondeville wurde an diesem Tag getötet. Das Regiment blieb bis zum Ende in der Festung, die kärglichen Reste kehrten nicht vor Oktober nach Toulon zurück.

- 1670–1671: In diesen beiden Jahren wurde das Regiment zunächst mit vier Kompanien zu je 50 Mann wieder aufgestellt und dann auf 16 Kompanien verstärkt.

### Holländischer Krieg (1672 bis 1679)
- 1672: Das Regiment lag das Jahr über ohne Gefechtstätigkeit im Feldlager in Courtrai.
- 1673: Zur Belagerung von Maastricht abkommandiert, unterstützte es das Régiment du Roi beim Angriff auf ein Hornwerk, dabei wurden 14 Offiziere verwundet. Am Ende des Jahres zog „Bretagne“ mit den Truppen von Turenne an die Mosel und überwinterte in Trier.
- 1674: Im Januar besetzte der Major Villeléte mit 80 Soldaten die Landesburg in Welschbillig. Es folgten Kämpfe bei Seintzheim, Ensheim – hier wurden vier Kanonen erbeutet – und bei Dürckheim. Im Frühjahr stieß das Regiment zur Armee von Maréchal de Créquy und wurde bei der Belagerung von Huy (Belgien) eingesetzt. Zurückverlegt zur Armee nach Deutschland, wurde es zunächst im Weiler Wildstedt[6] zur Bewachung der Vorratslager eingesetzt. Nach der Schlacht bei Sasbach, in der Turenne getötet wurde, steckte es Wildstedt und die Magazine in Brand und stieß zur Armee. Am nächsten Tag war es am Gefecht bei Altenheim (Bas-Rhin) beteiligt. Das Regiment verbrachte den Rest des Feldzuges mit Verteidigungsaufgaben im Elsass, war aber auch bei der Belagerung von Haguenau und Saverne eingesetzt.
- 1676: Bei der Armee in Flandern. Belagerung von Condé und Bouchain, danach Abmarsch in die Maasregion mit der Einnahme von Marche-en-Famène, dem Schloss von Condros und Bouillon (Belgien), danach Teilnahme an der Belagerung von Zweibrücken.
- 1677: Gefecht bei Kokersberg und Belagerung von Fribourg (Moselle)
- 1678: Einnahme von Burg Rötteln und Burg Brombach, Angriff auf die Verschanzungen von Säckingen, Zerstörung der Forts am Rhein vor Straßburg, Einnahme von Lichtenberg (Bas-Rhin)
- 1679: Einsatz im Gefecht bei Minden

### Reunionskrieg (1683 bis 1684)
1684 war „Bretagne“ bei der Belagerung von Luxemburg eingesetzt.

### Pfälzischer Erbfolgekrieg (1688 bis 1697)
- 1688: Einnahme der Festung Mainz mit der Armée d’Allemagne. Danach verblieb das Regiment als Besatzung in der Festung.

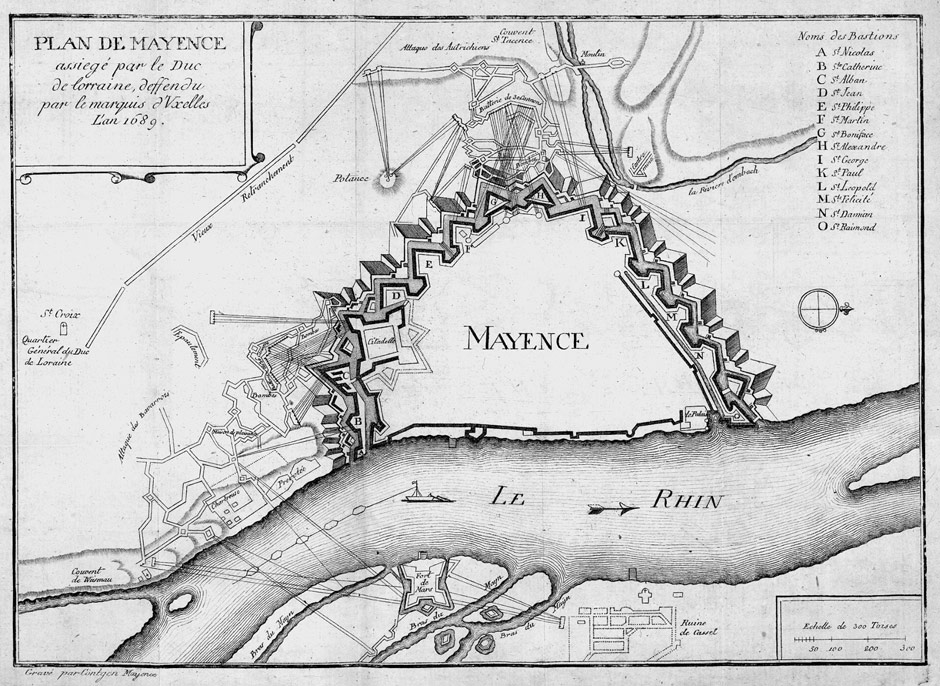
Belagerung von Mainz 1689

- 1689: Während der Belagerung von Mainz konnte sich die Einheit unter dem Kommando von Nicolas Chalon du Blé wiederholt auszeichnen – so bei den Ausfällen am 13. und 16. August sowie der Verteidigung des gedeckten Weges am 6. September. Die Verluste der Einheit werden als nicht sehr schwerwiegend beschrieben, der Lieutenant-colonel La Chassagne, der Major de Brusse und 13 weitere Offiziere waren verwundet worden, lediglich der Lieutenant Monby war gefallen. Nach der Kapitulation marschierte das Regiment nach der Festung Hüningen ab.
- 1690: Im Juni erfolgte die Verlegung nach Bourg-en-Bresse, das nach einem kurzen Aufenthalt wieder verlassen wurde, da das Regiment in die Alpen kommandiert wurde. Hier trat es unter das Kommando des Marquis de Vins[7] und agierte im Tal von Barcelonnette
- 1691: Am 19. April wurde dem Colonel de Novion bei einem Scharmützel in der Nähe von Mégronne das Pferd unter ihm erschossen. „Bretagne“ überquerte einige Tage später die Berge und stieß zur Armee von Nicolas de Catinat. Es folgte die Beteiligung an der Einnahme von Veillane sowie an der Belagerung von Carmagnola (Piemont), Cuneo und Montmélian.
- 1692 bis 1693: In den beiden Jahren agierte das Regiment defensiv; es schützte Pignerol und Suze bis zur Schlacht bei Marsaglia am 4. Oktober 1693. Hier stand „Bretagne“ am äußersten linken Flügel der zweiten Linie, wo es sich verdienstvoll auszeichnen konnte. Nach dem Sieg war es bei der Versorgung von Casal Cermelli, Saluces, Pignerol und Suze sowie an der Verfolgung der piemontesischen Milizen bei Morelta eingesetzt.
- 1693 bis 1697: 1694 war das Regiment in Katalonien eingesetzt, kehrte 1695 in die Alpen zurück, diente erneut im Tal von Barcelonnette und nahm im September 1696 an der Belagerung von Valenza teil. 1697 marschierte die Einheit nach Katalonien und kämpfte bei der Belagerung von Barcelona.

- 1700: Im Dezember des Jahres erfolgte die Verlegung nach Oberitalien.

### Spanischer Erbfolgekrieg (1701 bis 1714)
- 1701: Teilnahme an der Schlacht bei Carpi und der Schlacht bei Chiari, hier fiel der Lieutenant-colonel de La Chassagne. Mit Befehl vom 1. Februar wurde ein zweites Bataillon aufgestellt und nach Flandern in Garnison gelegt.
- 1702: Schlacht bei Cremona, dann Gefecht bei Santa-Vittoria und Einnahme von Luzzara, hier wurde am folgenden Tag die Schlacht bei Luzzara geschlagen. Anschließend war „Bretagne“ an der Einnahme von Borgoforte beteiligt.
- 1703: Nach dem Gefecht bei Castelnuovo di Bormia zog das Regiment unter dem Kommando des Duc de Vendôme nach Tirol, wo es an der Einnahme des von den Truppen des Generals Visconti verteidigten Nago und Arco (Trentino) beteiligt war.
- 1704: Am 29. Januar verließ das Regiment seine Quartiere, überquerte die Secchia und kämpfte in Oberitalien, unter anderem bei verschiedenen Belagerungen, die auch den Winter über andauerten.
- 1705: Im April verlegte „Bretagne“ nach Monzambano. Am 8. Mai marschierte es nach dem belagerten Mirandola, zu dem der Prinz Eugen mit einer Entsatzarmee unterwegs war. Zusammen mit drei Kavallerieregimentern traf das Regiment an der Secchia ein; die Flussufer waren beidseitig von Musketieren bewacht, der Bau einer Brücke war in vollem Gange. Das Regiment griff an und konnte nach zweistündigem Kampf den Gegner vertreiben. Er verlor etwa 500 Mann, „Bretagne“ hatte Verluste in Höhe von 15 Gefallenen und 75 Verwundeten zu verzeichnen. Am 31. Mai konnte sich die Grenadierkompanie des Capitaine Martinet im Gefecht bei Muscoline besonders auszeichnen. Die Verluste der Kompanie betrugen 25 Mann. Danach folgte der Einsatz in der Schlacht bei Cassano. Den Rest des Jahres stand es beim Korps des Marquis de Broglie, das zur Adda abgeordnet war. Am 16. Oktober folgte ein Angriff auf die Verschanzungen von Gumbetto. Die Winterquartiere wurden in Monzambano bezogen.

Das zweite Bataillon in Flandern stand in diesem Jahr erstmals im Kampf. Zusammen mit dem Régiment de Béarn bildete es einen kleinen Kampfverband unter dem Kommando von Colonel Pasteur. Hauptaufgabe war die Beunruhigung des Gegners. Am 16. August befand sich das Korps in Waterloo, wo es in der Nacht von überlegenen Kräften angegriffen wurde. Nach 1½ Stunden hinhaltenden Widerstandes musste die Ortschaft aufgegeben werden. Das Korps setzte sich in guter Ordnung in den Wald von Soignies ab, wurde jedoch vom Gegner verfolgt und so massiv angegriffen, dass es sich nicht halten konnte und zerstreut wurde. Die Verluste betrugen mehr als 600 Mann.
- 1706: Am 19. April kämpfte „Bretagne“ in der Schlacht bei Calcinato und war an der Verfolgung der geschlagenen Österreicher bis an den Gardasee beteiligt. Danach zog das Regiment an den Stura di Lanzo und kämpfte dann am 7. September in der Schlacht bei Turin. Nach der Niederlage kehrte es nach Frankreich zurück und wurde zu Sicherungsaufgaben im Bereich Auvergne-Rhône-Alpes verwendet.
- 1707 bis 1708: Im März erfolgte der Abmarsch nach dem belagerten Toulon. Es bezog zunächst das Lager in Missiessy östlich der Stadt, und nachdem die Belagerung durch die Koalitionstruppen abgebrochen worden war, erfolgte die Verlegung nach Savoyen. Hier verbrachte die Einheit die beiden folgenden Jahre und war 1708 bei der Besetzung der Gemeinde Cesana Torinese beteiligt.
- 1709: In diesem Jahr wurden die beiden Bataillone des Regiments in Flandern vereinigt. Es war im Korps des Comte Albergotti an der Schlacht bei Malplaquet beteiligt. Im Laufe der Schlacht war es zur Unterstützung des stark angegriffenen linken Flügels eingesetzt, wo es rechts vom Régiment du Roi kämpfte. Hier hielt es im Wald von Sart eine Stellung, die links an einen Sumpf angelehnt war und so verhinderte, dass der Feind den Wald verlassen konnte. „Bretagne“ hielt diese Stellung, bis der Befehl zum Rückzug kam.
- 1710 bis 1712: Während des Jahres 1710 stand das Regiment an der Lauter und verbrachte den Winter in Sarrelouis. Im Jahr darauf erfolgte die Verlegung nach Flandern mit dem Einsatz im Gefecht bei Arleux und 1712 in der Schlacht bei Denain sowie der Einnahme von Douai, Le Quesnoy und von Bouchain.
- 1713: Abkommandierung zur Armée du Rhin (Rheinarmee) mit der Belagerung von Landau und von Freiburg im Breisgau. Während letzterer war es in Kundersthal[8] am Fuß von Fort Saint-Pierre[9] stationiert.
- 1714: Das zweite Bataillon wurde aufgelöst.

### Polnischer Thronfolgekrieg (1733 bis 1738)
- 1733 bis 1735: Aus dem Feldlager in Aimeries-sur-Sambre wurde das Regiment dem kleinen Armeekorps zugeteilt, das in Lothringen einmarschierte. 1734 kämpfte es im Scharmützel bei Ettlingen und bei der Belagerung von Philippsburg. Den Winter verbrachte es in Worms und verlegte im Jahre 1735 in das Kurfürstentum Trier, wo es am 20. Oktober im Gefecht bei Klausen kämpfte.
- 1738: Bei Kriegsende lag das Regiment in Landau.

### Österreichischer Erbfolgekrieg (1740 bis 1748)
- 1742: Im April trat die Einheit, zusammen mit dem Régiment de Normandie, den Weg nach Bayern an und erreichte am 21. Mai das Feldlager bei Niederaltaich. Kurze Zeit später wurde ein Piquet von 400 Mann zur Unterstützung des Duc d’Harcourt kommandiert, der es zur Aufklärung gegen Ebersberg einsetzte. Auf dem Rückweg verirrte sich die Abteilung im Nebel und sah sich plötzlich von einem Schwarm von Husaren und Panduren eingekreist. Nach einem dreistündigen Gefecht konnte die Abteilung aus der Umklammerung ausbrechen und mit einem Verlust von 30 Mann das eigene Lager erreichen. Bald darauf verließ „Bretagne“ die Gegend um Niederaltaich und zog in Richtung Böhmen weiter. Zunächst in Eggenfelden stationiert, wurde das Regiment bei der Besetzung von Elbogen und Kaaden eingesetzt, danach zog es weiter nach Braunau. Winterquartier wurde in Regenstauf bezogen.
- 1743: Am 12. April verlegte das Regiment nach Amberg, um von dort aus das belagerte Eger zu verstärken. Einige Tage später erfolgte der französische Rückzug, in dessen Verlauf Rückzugsgefechte bei Dunkelfingen an der Jagst und bei Denkendorf (Württemberg) geführt wurden. Im Juli in Frankreich angekommen, wurde die Einheit in Fort-Louis stationiert.
- 1744 bis 1745: 1744 operierte das Regiment an der Mosel. Während der Invasion des Elsass marschierte es in die Vogesen, wo es an dem Gefecht auf den Höhen von Zabern beteiligt war, in welchem dem kaiserlichen General Nadasty eine Niederlage zugefügt wurde. Der Capitaine der Grenadiere La Plaine wurde hierbei getötet. Danach kämpfte „Bretagne“ beim Angriff auf die Verschanzungen vor Suffelsheim (Elsass) und bei der Belagerung von Freiburg. Die Winterquartiere wurden in Schwaben bezogen. Im Jahre 1745 war die Einheit mit Verteidigungsaufgaben im Elsass beschäftigt.
- 1746: Das Regiment war nach Flandern beordert worden, wo es bei der Belagerung von Mons und in der Schlacht bei Roucourt kämpfte. Hier war es Teil der Division Clermont-Gallerande, die mit einem enormen Schwung die hessischen und hannoverschen Truppen mit großen Verlusten aus dem Dorf Varoux hinauswarf. Einen Monat später erfolgte der Abmarsch in die Provence, die vom Feind überrannt zu werden drohte. Es half bei der Zurückdrängung der kaiserlichen Truppen und verbrachte die schlechte Jahreszeit an den Zugängen der Berge.
- 1747: Im Juni war es beim Angriff auf die Verschanzungen von Montauban beteiligt, danach an der Eroberung der Grafschaft Nizza und am Entsatz von Ventimiglia. Bei Kriegsende befand sich das Regiment in den Alpes-Maritimes.

### Siebenjähriger Krieg
- 1756: Seit 1755 im Feldlager von Valencia stationiert, begann der Krieg 1756 für das Regiment mit der Expedition nach Menorca, wo es sich beim Angriff auf die Forts Marlborough und Mahon auszeichnen konnte. Der Capitaine Saint-Alby und der Lieutenant Duperier fielen dabei, zwei weitere Offiziere wurden verwundet. Bald darauf wurde „Bretagne“ zurück nach Frankreich kommandiert.

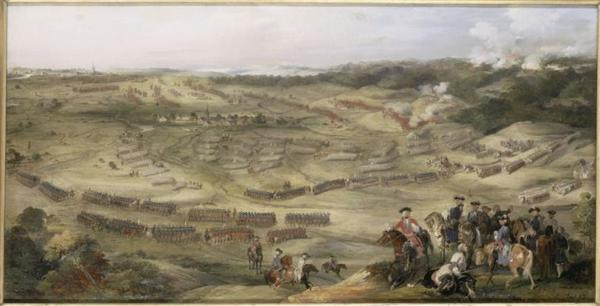
Schlacht bei Hastenbeck

- 1757: Der Armee von Maréchal Louis-Charles-César Le Tellier zugeteilt und in der Schlacht bei Hastenbeck eingesetzt. Es folgte die Einnahme von Minden und von Hannover mit der Verfolgung der Feinde bis zum Kloster Zeven.
- 1758: Im Januar befand sich das Regiment in der Gegend von Bremen in der Armee des Duc de Broglie. Am 23. Februar wurde von einer preußischen Abteilung versucht, die Brücke über die Weser in Hoya zu besetzen. Die Grenadiere und 100 Füsiliere des Regiments verließen ihre Quartiere in Burghausen, um die Gardes Lorraine zu unterstützen, die in Hoya im Quartier lagen. Währenddessen hatten Truppenteile des Ferdinand von Braunschweig unterhalb von Hoya die Weser überquert und griffen die Franzosen von der Flanke her an. Die Kompanien von „Bretagne“ wehrten sich verbissen, mussten schließlich jedoch ehrenvoll kapitulieren. Danach wurde das Regiment erst nach Osnabrück und dann an den Niederrhein zurückgezogen. Schließlich wurde es zum Grenzschutz an der holländischen Grenze eingesetzt.
- 1759 und 1760: Grenzschutz an der holländischen Grenze
- 1761 und 1762: zurück in Deutschland, Einsatz am 3. Juli im Gefecht bei Verl und in einem weiteren Gefecht an der Fulda am 23. Juli 1762

### Friedenszeit 1762 bis 1780
Zurück in Frankreich, wurde das Regiment zunächst in das Fort Saint-Louis in Garnison gelegt. Im Mai 1763 wechselte es in die Festung Hüningen, 1764 nach Vannes, Lorient und Belle-Isle-en-Terre, im Oktober 1766 nach Rochefort, im Mai 1768 nach Korsika, im November 1770 nach Bordeaux und Blaye, im September 1772 nach La Rochelle, im September 1773 nach Brest (Finistère), im November 1774 nach Cambrai, im Oktober 1776 nach Douai und Gravelines, im Oktober 1777 nach Givet und Philippeville, im April 1778 nach Dünkirchen und im November 1780 nach Metz.

### Amerikanischer Unabhängigkeitskrieg
Im Zuge des Amerikanischen Unabhängigkeitskrieges (die Franzosen waren Verbündete der Amerikaner) wurde das Regiment bei der zweiten Eroberung von Menorca verwendet. Es verdankte diesen Einsatz seinem Kommandanten, dem Sohn von Louis Des Balbes de Berton de Crillon, duc de Mahon, Oberbefehlshaber der französischen Truppen bei der Belagerung von Gibraltar. „Bretagne“ konnte sich auf Menorca als Besatzung bei der Belagerung von Fort Saint-Philippe auszeichnen. Nachdem die Franzosen am 4. Februar 1782 hatten kapitulieren müssen, zogen sie ab und verstärkten die spanischen Belagerungstruppen vor der Festung Gibraltar. Während einer Beschießung der Belagerer durch britische schwimmende Batterien am 11. September 1782 wurden der Capitaine Bérard und 30 Männer getötet.

### Friedenszeit 1783 bis 1790
- 1783: Nachdem das Regiment ganz Spanien zu Fuß durchquert hatte, erreichte es im Juni Perpignan. Hier trat der spätere Général de brigade Louis Charles Antoine Desaix als Sous-lieutenant in das Regiment ein.
- 1784 bis 1789: Im Oktober 1784 erfolgte die Verlegung nach Briançon. Während der Stationierung dort vernichtete ein Großbrand das Dorf Casset. Die Soldaten des Regiments wurden bei der Brandbekämpfung eingesetzt und gaben den unglücklichen Bewohnern aus ihren nicht eben reich bemessenen Lebensmittelvorräten 1.000 Brotrationen ab um das Unglück zu mildern. Im April 1788 erfolgte die Verlegung nach Thionville, im September nach Metz und im September 1789 nach Hüningen.

### Revolutionszeit bis zur Premier amalgame
- 1790 bis 1794: Das 2. Bataillon wurde nach Straßburg, das 1. Bataillon nach Lyon und Briançon kommandiert. 1991 wurde es in Hüningen wieder zusammengeführt.

Mit dem 1. Januar 1791 erfolgte die Umbenennung in 46e régiment d’infanterie de ligne.
Bei der Kriegserklärung durch die Assemblée nationale im Mai 1792 verfügte das Regiment über 1.123 Mann. Kurze Zeit später wurde das 1. Bataillon der Armee von Custine zugeteilt, während das 2. Bataillon als Garnison für Schlettstadt bestimmt war, aber kurze Zeit später ebenfalls zur Armee stieß. Am 17. Mai 1793 stand das 46e RI im Gefecht bei Rixheim, in dem es lange standhielt, sich aber dann doch in guter Ordnung zurückziehen musste.
Am 21. Juni 1794 endete zunächst die Tradition des Regiments, da das 1. Bataillon zur Aufstellung der „91e demi-brigade de bataille“ und das 2. Bataillon am 30. Juli 1794 zur Aufstellung der „92e demi-brigade de bataille“ verwendet wurde.

### Kriege der Revolution und des Ersten Kaiserreichs
- 1793: Gefechte bei Rheinzabern, Landau, Bergzabern, Otterbach (Westpfalz), Nothweiler, Brumpt, Haguenau und Schleithal, Schlacht bei Weißenburg

Zwischen 1794 und 1804 existierte kein Infanterieregiment mit der Nummer 46.
- 1805 Feldzug in Deutschland

Schlacht bei Ulm, Schlacht bei Austerlitz
- 1806 Feldzug in Preußen und Polen

Schlacht bei Jena, Schlacht bei Lübeck
- 1807 Feldzug in Polen

Schlacht bei Eylau, Schlacht bei Heilsberg
- 1809 Feldzug in Deutschland und Österreich

Schlacht bei Essling, Schlacht bei Wagram, Schlacht bei Znaim
- 1812 Russlandfeldzug

Schlacht um Smolensk, Schlacht bei Walutino, Schlacht bei Borodino, Schlacht bei Wjasma, Schlacht bei Krasnoje
- 1813 Feldzug in Deutschland

Schlacht bei Kulm, Völkerschlacht bei Leipzig, Schlacht bei Hanau
- 1814 Feldzug in Frankreich

Schlacht bei Brienne, Schlacht bei La Rothière, Schlacht bei Montereau, Schlacht bei Bar-sur-Aube
- 1815 Feldzug in Belgien

Schlacht bei Waterloo

### 1815 bis 1852
- 1828–1833: Teilnahme am Feldzug nach dem Peloponnes, um die Aufständischen während des Griechischen Unabhängigkeitskrieges zu unterstützen. Belagerung von Korinth.
- 1830: Mit Befehl vom 18. September wurde ein viertes Bataillon aufgestellt und die Gesamtstärke so auf 3.000 Mann gebracht.[11]

### Krimkrieg
- Belagerung von Sewastopol

### Deutsch-Französischer Krieg
- Deutsch-Französischer Krieg

Am 1. August 1870 gehörte das Regiment zur „Armée du Rhin“ (Rheinarmee). Zusammen mit dem 4e bataillon de chasseurs und dem 11e régiment d’infanterie bildete das Regiment die 1. Infanteriebrigade unter Général Grenier. Zusammen mit der 2. Infanteriebrigade, zwei Artilleriebatterien zu je vier Geschützen Canon de 4 modèle 1858, einer Batterie Mitrailleuses und einer Pionierkompanie wurde die 1. Infanteriedivision unter dem Général de division Goze aufgestellt. Diese Division gehörte zum 5. Armeekorps, kommandiert von Général de division Pierre Louis Charles de Failly.
Das Regiment kämpfte:
in der Schlacht bei Beaumont
bei der Verteidigung der Zitadelle von Bitsch
bei der Niederschlagung der Pariser Kommune

### Erster Weltkrieg
Das Regiment war in Paris und Fontainebleau stationiert. Es gehörte zur 19. Infanteriebrigade der 10. Infanteriedivision im 5. Armeekorps.

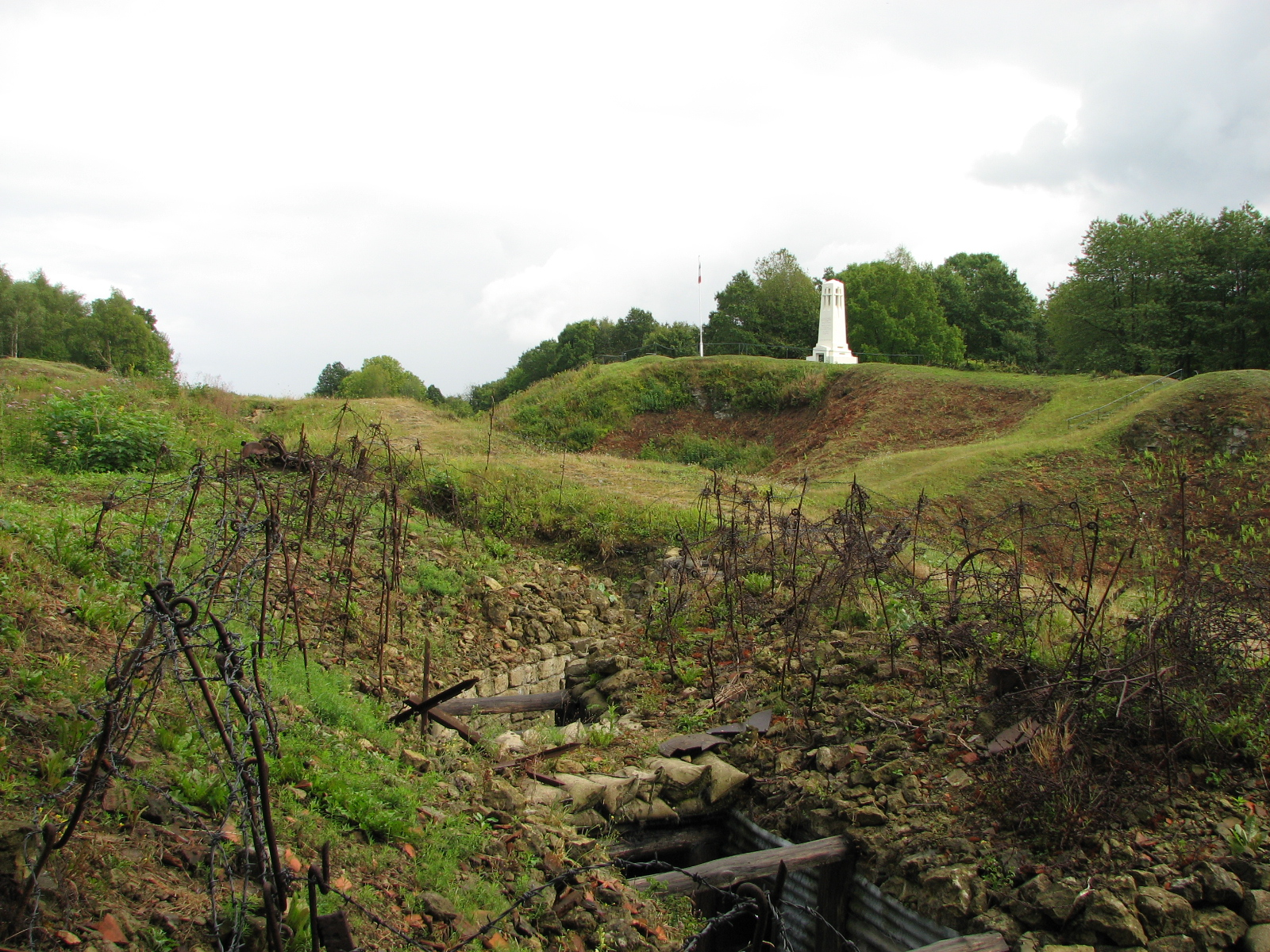
Stellungen bei Vauquois

- 1914

5. bis 13. September: Erste Schlacht an der Marne
Oktober bis Dezember: Stellungskämpfe in den Argonnen
- 1915

Januar bis Dezember: Stellungskämpfe in den Argonnen, Kämpfe bei Vauquois
- 1916

Januar bis Juli: Stellungskämpfe in den Argonnen
September: Schlacht an der Somme
Dezember: Stellungskämpfe an der Aisne
- 1917

Januar: Stellungskämpfe an der Aisne
Februar bis April: Stellungskämpfe am Chemin des Dames
- 1918

Juli: Zweite Schlacht an der Marne, das Regiment konnte sich in den Kämpfen bei Noyon auszeichnen.
August: Stellungskämpfe im Elsass
September bis November: Stellungskämpfe an der Aisne
Am 28. November 1918 wurde das Regiment im Armeebefehl der 5. Armee ehrenvoll erwähnt. Es hatte während des Krieges 3.684 Gefallene und Vermisste (davon 76 Offiziere) zu verzeichnen.

### Zwischenkriegszeit
Das Regiment war in der Umgebung von Paris stationiert.

### Zweiter Weltkrieg
Das Regiment kämpfte im Rahmen seiner Möglichkeiten an der Aisne und hatte am 10. Juni 1940 bei Asfeld nur noch einen Personalbestand von sechs Offizieren, acht Unteroffizieren und 82 Mannschaften. Als Folge des Waffenstillstands von Compiègne wurde es aufgelöst. Im Jahre 1944 wurde es als „46e bataillon d’infanterie“ wieder aufgestellt und erhielt am 11. Januar 1945 von Général de Gaulle seine Fahne ausgehändigt. Bei Kriegsende befand es sich in La Rochelle.

### Nachkriegszeit
Ab 1945 war es bei den Besatzungstruppen im Rheinland und verlegte am 2. November 1947 nach Berlin, wo es zum Schutz der Stadt bis zu seiner Auflösung stationiert wurde.

### Nach 1947
Zusammen mit dem 11e régiment de chasseurs à cheval war es im Quartier Napoléon in Berlin stationiert. Am 14. September 1994 erfolgte die Auflösung. Am 1. Juli 1995 wurde das Regiment als Reserveeinheit wieder aufgestellt und dem 24e régiment d’infanterie in Vincennes unterstellt. Es war als Sicherungsregiment vorgesehen und wurde dann am 30. Juni 1997 endgültig aufgelöst.

## Regimentsfahne
Auf der Rückseite der Regimentsfahne sind (seit Napoleonischer Zeit) in goldenen Lettern die Feldzüge und Schlachten aufgeführt, an denen das Regiment ruhmvoll teilgenommen hat.

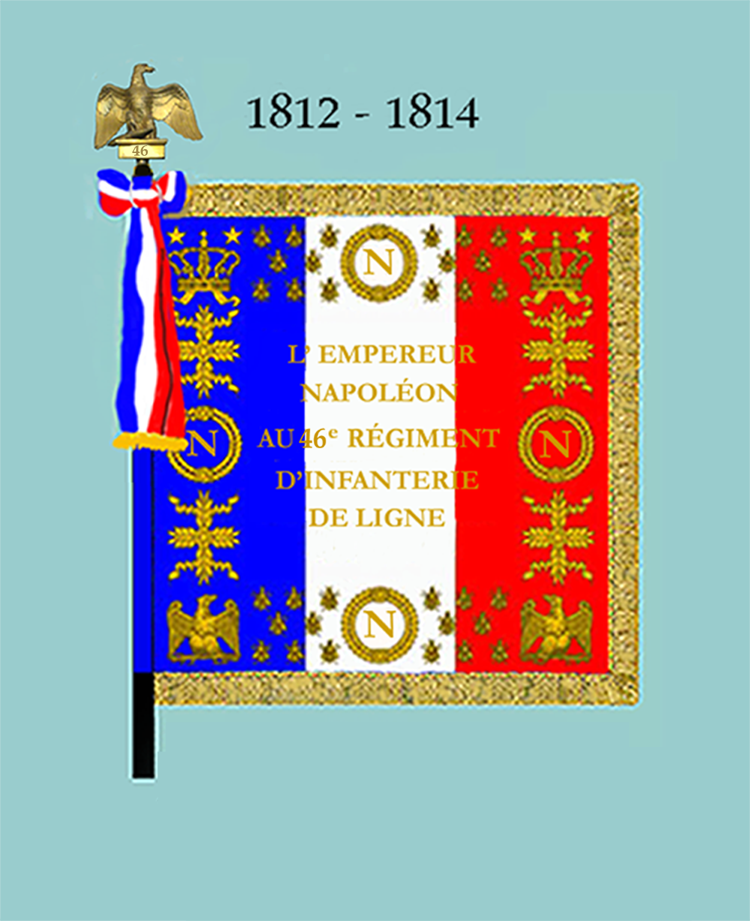
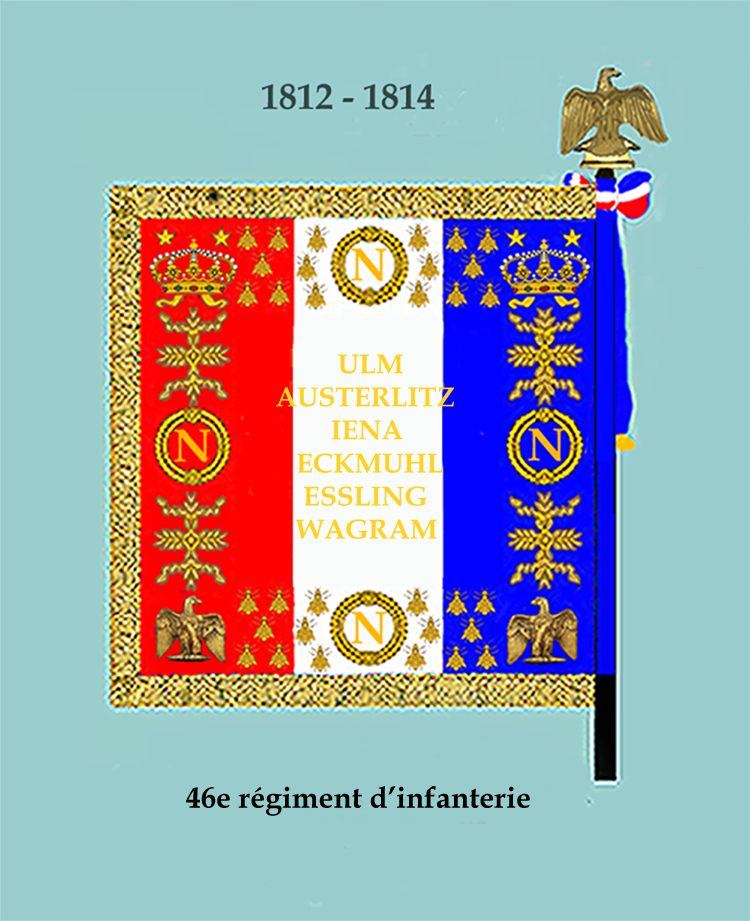
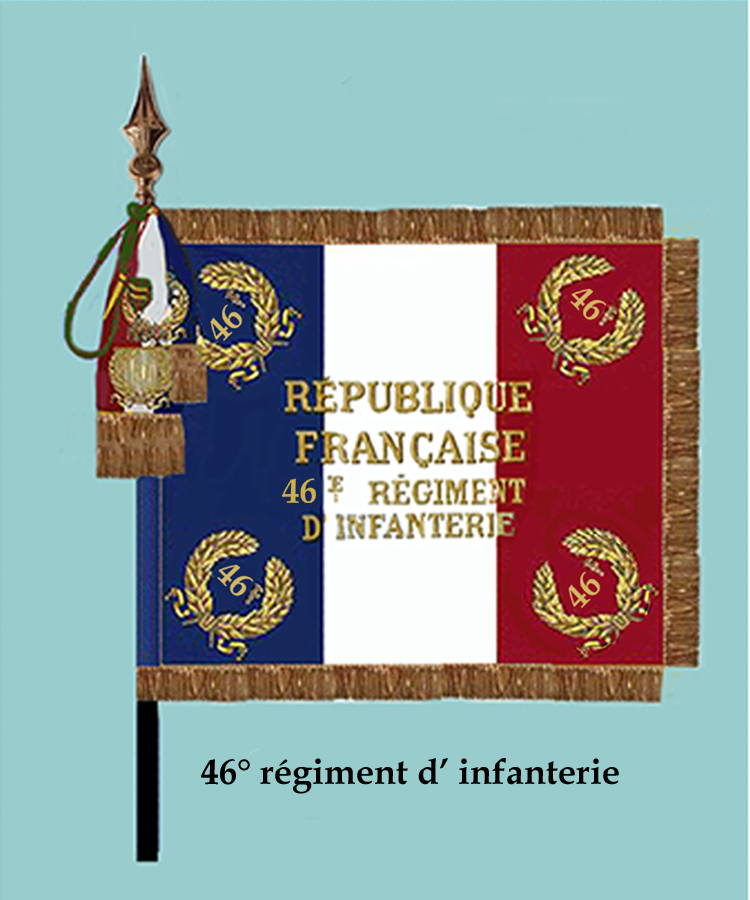
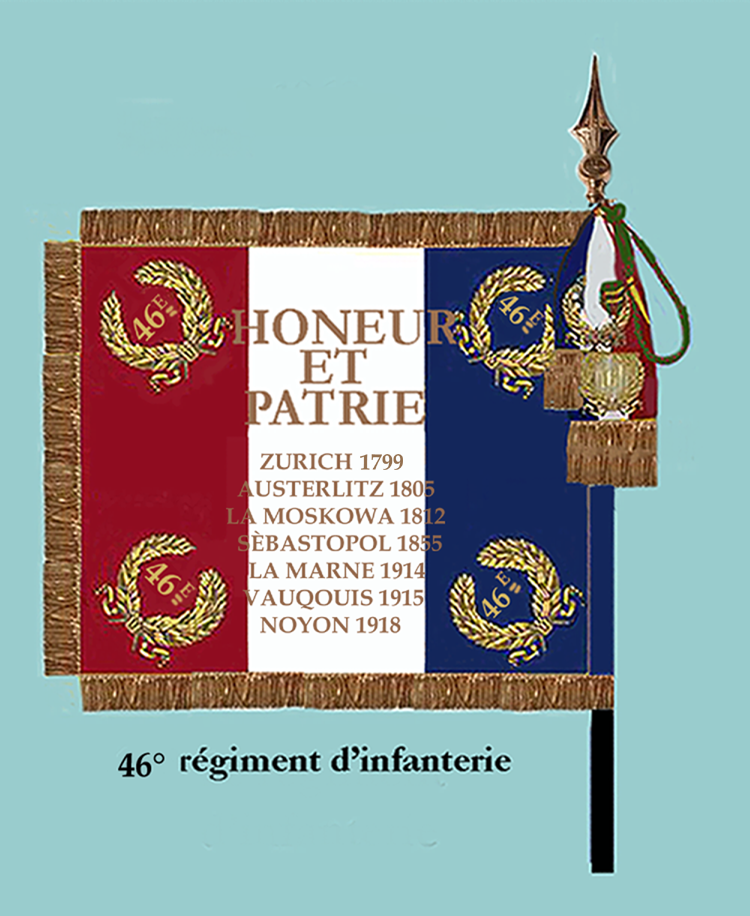

## Devise
- 1740 bis 1757:

- ab 1757:

## Auszeichnungen
Einzelauszeichnungen verdienter Soldaten der Napoleonischen Armee
- 19. August 1800: Grenadier Pierre Lefort: Ehrengewehr
- 19. Oktober 1800: Füsilier Louis Pauvart: Ehrengewehr
- 21. Januar 1801: Füsilier Loup Favard: Ehrengewehr
- 25. September 1801: Füsilier Joseph Aubert: Ehrengewehr
- 13. September 1802: Caporal Jean-Marie Carton: Ehrengewehr
- 15. September 1802: Capitaine Georges Henri Dardart: Ehrensäbel
- 15. September 1802: Füsilier Joseph Émilien Libotte: Ehrengewehr
- 15. September 1802: Sous-lieutenant Jean-Louis Prosper Mien: Ehrensäbel
- 15. Juli 1803: Lieutenant Jean-Claude Vincent Guillemin: Ehrensäbel
- 15. Juli 1803: Capitaine Jean-Baptiste Triboulez: Ehrensäbel

Das Fahnenband ist dekoriert mit
- dem Croix de guerre 1914–1918 mit einem Palmenzweig
- dem Croix de guerre 1939–1945 mit einem Palmenzweig
- der Goldmedaille der Stadt Mailand
- Seit 1994 führt das Regiment außerdem ein Fahnenband der Bundeswehr und ein Fahnenband der Stadt Berlin.

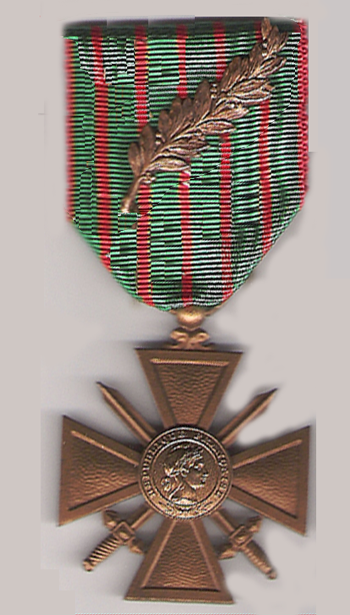
Coix de guerre 1914–1918
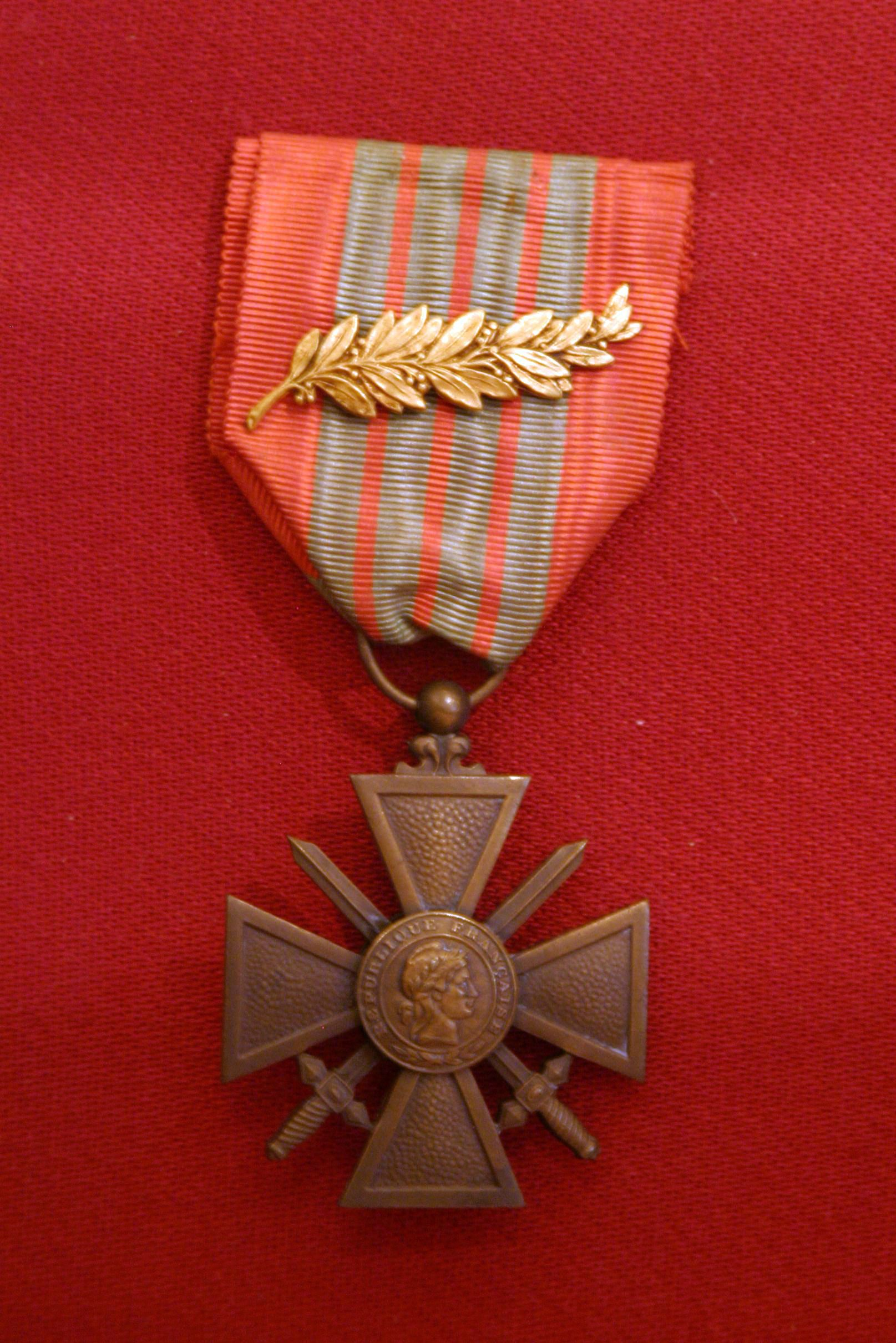
Croix de guerre 1939–1945
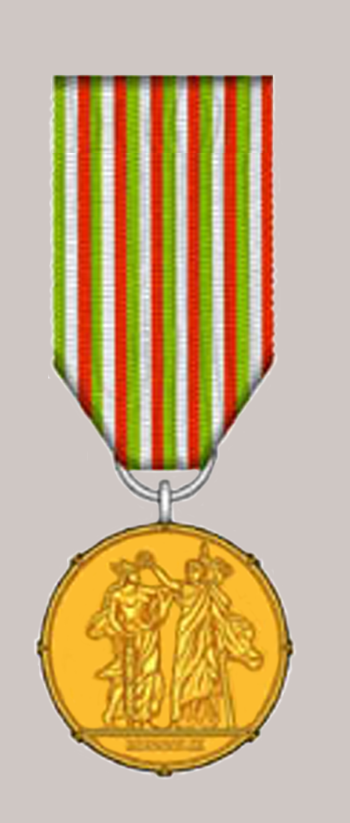
Goldmedaille der Stadt Mailand

Lobende Erwähnung
- Armeebefehl der 5. Armee Nr. 427 vom 28. November 1918:

„Ein tapferes Regiment, das seit Beginn der Kämpfe in den Argonnen bei Vauquois, an der Somme, an der Oise, in der Champagne und an der Aisne in der Defensive eine grimmige Hartnäckigkeit und in der Offensive Unermüdlichkeit bewiesen hat. Unter dem energischen Antrieb seines Chefs, des Lieutenant-colonel Peyrotte, nahm es an den Verfolgungskämpfen im Norden von Suippe vom 30. September bis zum 8. Oktober teil. In diesen sieben aufeinanderfolgenden Tagen und Nächten gelang es, den Feind mehr als 6 Kilometer zurückzuwerfen, ihm schwere Verluste zuzufügen und mehr als 200 Gefangene zu machen. Dazu wurde eine große Anzahl an Maschinengewehren erbeutet. Bei starken Gegenangriffen im Süden des Flusses gegen den Abschnitt des Regiments hat es hartnäckigen Widerstand geleistet.
gez.: Guillaumat“